# Турция на зимних Олимпийских играх 1998
Турция принимала участие в Зимних Олимпийских играх 1998 года в Нагано (Япония) в двенадцатый раз за свою историю, но не завоевала ни одной медали.
Страну представлял единственный спортсмен: 24-летний горнолыжник Атакан Алафтаргил.
Он дебютировал на Олимпийских играх.

### Горнолыжный спорт
Соревнования по слалому прошли на курорте Сига Когэн 21 февраля.
Мужчины
| Спортсмен         | Соревнование | 1 спуск | 2 спуск | Результат | Результат |
| Спортсмен         | Соревнование | Время   | Время   | Время     | Место     |
| ----------------- | ------------ | ------- | ------- | --------- | --------- |
| Атакан Алафтаргил | Слалом       | 1:12,36 | 1:12,73 | 2:25,09   | 29        |